# Hogna landanella
Hogna landanella este o specie de păianjeni din genul Hogna, familia Lycosidae, descrisă de Roewer, 1959.
Este endemică în Angola. Conform Catalogue of Life specia Hogna landanella nu are subspecii cunoscute.